# Verzasca
Verzasca is een gemeente in het Zwitserse kanton Ticino en maakt deel uit van het district Locarno.

## Geografie

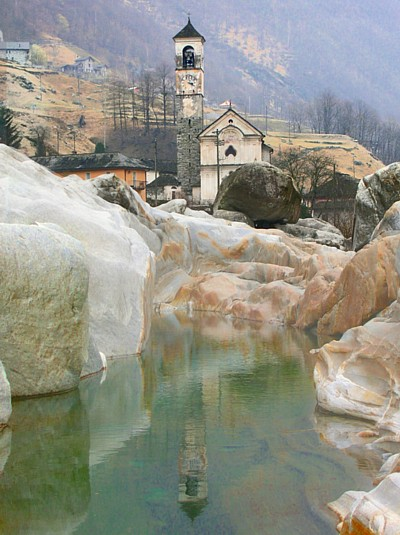
De Verzasca in Lavertezzo

De hoofdplaats van de gemeente, Lavertezzo Valle, is gelegen op de linkeroever van de river de Verzasca. Het is een van de meest fotogenieke plaatsen van Zuid-Zwitserland. Het meest in het oog springend is de brug Ponte dei Salti die dateert uit de 17de eeuw. Deze stenen brug gaat met twee wijde bogen over de rivier, de pijler in het midden rust op een enorm, in het water gelegen rotsblok. De Verzasca heeft hier de rotsen in de bedding op een bijzonder fraaie manier uitgesleten. 's Zomers wordt er van de brug gedoken en zoeken mensen een zonnig plekje tussen de rotsen. In het kristalheldere water weerspiegelt de 15de-eeuwse kerk van Lavertezzo, de Santa Maria degli Angeli. Deze werd in de 19de eeuw herbouwd en is sindsdien de enige barokkerk in de vallei.
Ten oosten en ten westen van Lavertezzo openen zich enkele onbewoonde zijdalen (Pincascia, Carecchio, Agro en Orgnana). Langs de rivierbedding van de Verzasca is een goed gemarkeerd wandelpad aangelegd.

## Geschiedenis
De gemeente werd op 18 oktober 2020 gevormd door de samenvoeging van de toenmalige gemeenten Brione, Corippo, Frasco, Sonogno en Vogorno en de gebieden Gerra Valle van de gemeente Cugnasco-Gerra en Lavertezzo Valle van de gemeente Lavertezzo.
Ascona · Brione sopra Minusio · Brissago · Centovalli · Cugnasco-Gerra · Gambarogno · Gordola · Lavertezzo · Locarno · Losone · Mergoscia · Minusio · Muralto · Onsernone · Orselina · Ronco sopra Ascona · San Nazzaro · Tenero-Contra · Terre di Pedemonte · Verzasca